# Bamboula

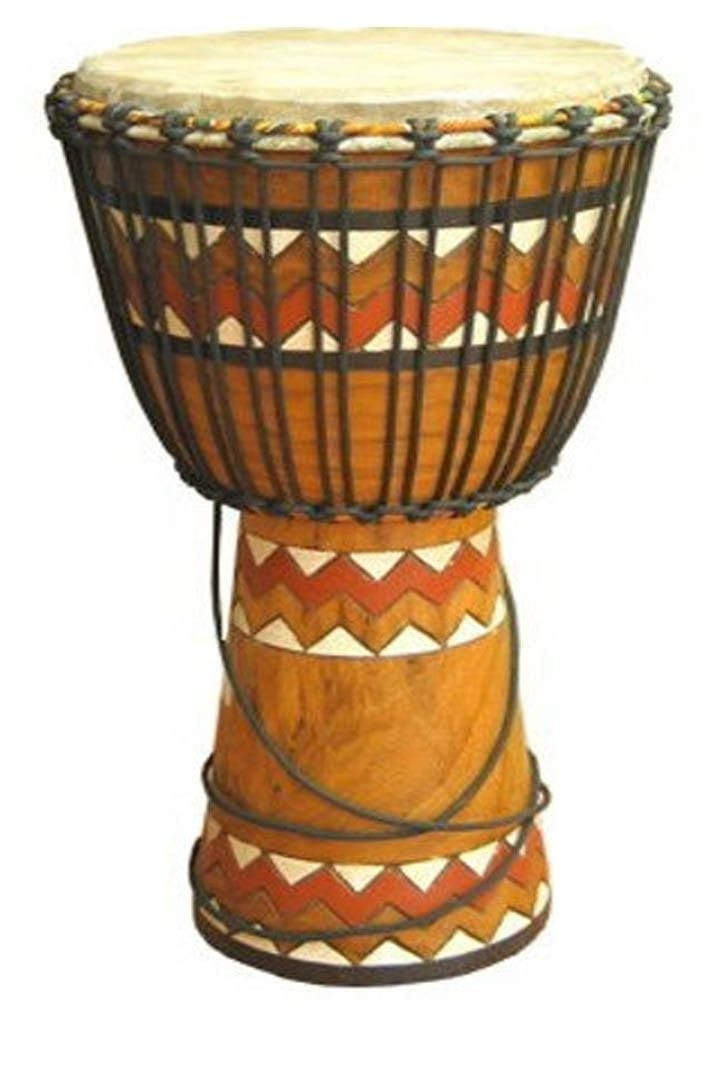
Bamboula-drum

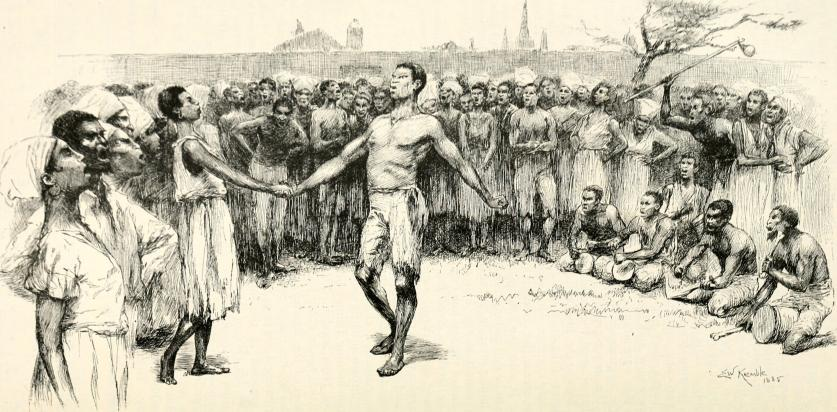
Dansers op Congo Square - Edward Winsor Kemble, 1886

Een bamboula is zowel een soort trommel als een dans, die door deze trommels begeleid wordt.

## Etymologie
De term is afgeleid van de woorden ka-mombulon en kam-bumbulu uit de talen Sarar en Bōla (talen gesproken in Portugees-Guinea) die trommel 1,2,3 betekenen.

## De dans
De bamboula is het eerst vermeld in een Haïtiaans lied uit 1757, maar werd na de Haïtiaanse Revolutie bekend in New Orleans, een plaats waar veel vrijgemaakte slaven heen gevlucht waren. De bamboula werd gedanst op  Congo Square, een verzamelplaats, waar slaven in de weekenden vanuit de omringende plantages bijeenkwamen om muziek te maken.
In 1848 componeerde de Amerikaanse componist Louis Moreau Gottschalk, geboren in New Orleans, Louisiana, en wiens grootmoeder van moederskant afkomstig was uit Saint-Domingue, de oude naam van Haïti, een stuk met de titel Bamboula, het eerste van vier creools geïnspireerde pianowerken, bekend als zijn Louisiana Quartet.